# Норт Корбин (Кентаки)
Норт Корбин (енгл. North Corbin) насељено је место без административног статуса у америчкој савезној држави Кентаки.

## Демографија
По попису из 2010. године број становника је 1.773, што је 111 (6,7%) становника више него 2000. године.
| Група             | 2000.         | 2010.         |
| Белци             | 1.619 (97,4%) | 1.708 (96,3%) |
| Афроамериканци    | 1 (0,1%)      | 6 (0,3%)      |
| Азијати           | 0 (0,0%)      | 16 (0,9%)     |
| Хиспаноамериканци | 1 (0,1%)      | 18 (1,0%)     |
| Укупно            | 1.662         | 1.773         |